# Ficinia arenicola
Ficinia arenicola är en halvgräsart som beskrevs av T.H.Arnold och Gordon-gray. Ficinia arenicola ingår i släktet Ficinia och familjen halvgräs.

## Underarter
Arten delas in i följande underarter:
- F. a. arenicola
- F. a. erecta